# Искинское сельское поселение
Искинское се́льское поселе́ние — муниципальное образование в Нижнетавдинском районе Тюменской области Российской Федерации.
Административный центр — село Иска.

## История
Статус и границы сельского поселения установлены Законом Тюменской области от 5 ноября 2004 года № 263 «Об установлении границ муниципальных образований Тюменской области и наделении их статусом муниципального района, городского округа и сельского поселения».

## Население
| 2010  | 2011  | 2012  | 2013  | 2014  | 2015  | 2016  |
| ----- | ----- | ----- | ----- | ----- | ----- | ----- |
| 1668  | ↗1670 | ↗1677 | ↗1752 | ↗1767 | ↘1735 | ↘1724 |
| 2017  | 2018  | 2019  | 2020  | 2021  |       |       |
| ↘1696 | ↘1628 | ↘1621 | ↘1594 | ↗2020 |       |       |

## Состав сельского поселения
| № | Населённый пункт | Тип населённого пункта       | Население |
| - | ---------------- | ---------------------------- | --------- |
| 1 | Большой Хутор    | деревня                      | 79        |
| 2 | Иска             | село, административный центр | 1017      |
| 3 | Красный Яр       | деревня                      | 333       |
| 4 | Малый Хутор      | деревня                      | 125       |
| 5 | Тандашково       | село                         | 114       |